# أكينوري كاوازور
أكينوري كاوازور (باليابانية: 河面 旺成) (3 مايو 1994 في كيوتو في اليابان – )؛ هو لاعب كرة قدم كان يلعب كمدافع.

## وصلات خارجية
- أكينوري كاوازور على موقع رابطة كرة القدم اليابانية للمحترفين (اليابانية)
- أكينوري كاوازور على موقع قاعدة بيانات كرة القدم.إي يو (الإنجليزية)
- أكينوري كاوازور على موقع Soccerway.com (الإنجليزية)
- أكينوري كاوازور على موقع عالم كرة القدم.نت (الإنجليزية)